# Лириодендрон
Лириодендрон, или Тюльпа́нное де́рево (лат. Liriodendron) — олиготипный род цветковых растений семейства Магнолиевые (Magnoliaceae).
Иногда тюльпанное дерево называют «жёлтым тополем», но такое наименование не совсем корректно, так как между этими деревьями почти нет родства.

## Распространение и экология
Вид лириодендрон тюльпановый (Liriodendron tulipifera), более известный как тюльпанное дерево, родом из восточной части Северной Америки; другой вид лириодендрон китайский (Liriodendron chinense) в естественных условиях встречается в Южном Китае и Вьетнаме.
Оба вида являются быстрорастущими, хорошо уживаясь на влажных почвах умеренного климата. Гибридный вид Liriodendron tulipifera x L. chinense растёт ещё быстрее, чем каждый из его родителей.
Как и многие другие растения, лириодендрон вымер на территории Европы в результате широкомасштабного оледенения во времена ледникового периода. На территории Европы, а также в других местах за пределами природного ареала находят ископаемые остатки этого растения, которое когда-то росло в приполярной зоне.
Высота самого высокого известного тюльпанного дерева составляет около 57 м, что в пределах ареала сравнимо только с некоторыми видами сосен и гемлоков.

## Ботаническое описание
Оба вида лириодендрона — это высокие листопадные деревья с глубокобороздчатой корой (высота лириодендрона китайского достигает 30 м, а лириодендрона тюльпанового нередко превышает 50 м). Деревья, особенно американский вид, часто возвышаются над кронами других лиственных деревьев, таких как клёны и дубы. Лириодендрон легко узнать по форме кроны, где верхние ветви изгибаются в одном направлении. 
Самым простым отличительным признаком этих растений служат необычной формы листья — лировидные, в большинстве случаев состоящие из четырёх лопастей, с обратносердцевидной, выемчатой верхушкой. Размер листьев варьируется в пределах 8—22 см в длину и 6—25 см в ширину, и в среднем у китайского вида он несколько крупнее. Черешок листа длиной 4—18 см. Листья молодых деревьев, как правило, крупнее и изрезаны в большей степени по сравнению с более зрелыми деревьями. Осенью листья окрашиваются в жёлтые или жёлто-коричневые тона и затем опадают. Листорасположение очерёдное. Почки крупные, тупые, с 2 чешуями. 
Цветки обоеполые, по виду очень напоминают цветки тюльпана, одиночные, 3—10 см в диаметре, зеленовато-жёлтые (у лириодендрона тюльпанового с оранжевыми крапинами). У околоцветника 9 листочков, три из которых внешние в виде яйцевидно-ланцетных, зеленовато-белых, быстро опадающих чашелистиков и шесть широкояйцевидных, светло-зелёных внутренних, в виде лепестков. Цветки лириодендрона тюльпанового источают слабый огуречный аромат. Тычинки и пестики расположены спирально вокруг колоса; тычинки опадают, а пестики становятся крылатками. 
Плод представляет собой шишкообразное образование, состоящие из одно- или двусемянных крылаток длиной 4—9 см, каждая из которых содержит примерно четырёхгранное семя, одним концом прикреплённое к конусообразному колосу, а другим к крылу.
| |  |  |
| Слева направо: Кора в нижней части ствола (Лириодендрон тюльпановый). Лист (Лириодендрон китайский). Цветок (Лириодендрон тюльпановый). |  |  |

## Древесина
Древесина с ядром и заболонью; заболонь беловатая, часто в тёмных полосках и пятнах, ядро (вероятно патологическое) светло-жёлтое, зеленоватое и красно-коричневое. Годичные кольца и лучи хорошо заметны. Сосуды с лестничными перфорациями. Межсосудистая поровость супротивная, реже лестничная. Волокна с редкими мелкими окаймлёнными порами. Древесина рассеяннососудистая. Древесная паренхима терминальная. Лучи гетерогенные.
В пределах рода особых отличий в признаках строения древесины, как будто, не наблюдается.
Лириодендрон тюльпановый (Liriodendron tulipifera) в США, где он известен под названием «жёлтый тополь», имеет большое лесопромышленное значение. В английской технической литературе обозначается как «белое дерево» или «канареечное белое дерево». Древесина лёгкая, хорошо обрабатывается и полируется; используется на производство лущеной фанеры, на корпуса музыкальных инструментов и радиоприемников, как столярный и тарный лес, на балансы для бумажной промышленности и т. д.

## Виды
Род насчитывает два вида:
- Liriodendron chinense (Hemsl.) Sarg. — Лириодендрон китайский, или тюльпанное дерево китайское[3]
- Liriodendron tulipifera L. — Лириодендрон тюльпановый, или тюльпанное дерево настоящее[3], или лиран[3]

В случае соседства они легко скрещиваются между собой, образуя третий, гибридный, вид.